# Таня Богомилова
Таня Богомилова Дангалакова е българска спортна деятелка и плувкиня, олимпийски шампион от Летните олимпийски игри в Сеул 1988. На Световното първенство в Мадрид 1986 г. завършва трета на 100м бруст и втора на 200м. На Европейското първенство в София през 1985 г. става шампионка на 200м бруст и трета на 100м. Заедно с Бистра Господинова, Радосвета Пиронкова и Ваня Аргирова заема трета позиция  на щафетата 4×100м смесена.
Член е на Техническата комисия на плуване в открити води на ФИНА (Международната федерация по плувни спортове) и Генерален секретар на Българска федерация за плувни спортове (БФПС).

## Биография
Родена е в София на 30 юни 1964 г. Започва да тренира плуване на 6-годишна възраст. Неин първи учител по плуване е Петър Костов. На 14-годишна възраст е майстор на спорта.
Състезава се в дисциплината бруст. Зoпочва да тpениpа плyване на 6-годишна възpаcт пpи Петъp Коcтов. Първото ѝ голямо състезание е на летните олимпийски игри в Москва през 1980 г., където се класира девета.
На европейското първенство в София (1985) печели златен (200 м бруст), сребърен медал (100 м бруст) и бронзов медал (смесена щафета 4 по 100 м). На Световното първенство по плуване в Мадрид е втора на 200 м и трета на 100 м. (1986)
Омъжва се за Георги Дангалаков, който става неин треньор. Ражда дъщеря Ана (1987). На следващата година на летните олимпийски игри в Сеул печели златен медал на 100 м. бруст и поставя олимпийски рекорд. Тя е единствената ни олимпийска шампионка по плуване. Обявена за Спортист на годината за 1988 г.
Състезава се до 1991 г. Работи като треньор в Гърция, в Държавна агенция за младежта и спорт. Изпълнителен директор на Българска федерация по плувни спортове от 2002 г. (БФПС), генерален секретар на БФПС.
Родство: дъщеря Ани и син Георги. Ани Дангалакова е многократна републиканска шампионка по плуване и участник в летните олимпийски игри в Атина през 2004 г..